# Ушакерт
Ушакерт (вірм. Հուշակերտ) — село в марзі Армавір, на заході Вірменії. Село розташоване за 12 км на південний захід від міста Армавір, за 4 км на захід від села Амасія, за 6 км на північний схід від села Нор Кесаріа та за 3 км на південний захід від села Аракс.

## Історія
З 1959 року, на посаді голови місцевого колгоспу працювала Герой Соціалістичної Праці — Колозян Октемберик Мануківна. Вже в перший рік керівництва Колозян, в колгоспі значною мірою була підвищена врожайність зернових культур, перевиконувалися плани з вирощування кукурудзи, бавовни, винограду і люцерни. Також у результаті збільшення поголів'я худоби були отримані високі результати в продуктивності скотарства.